# Лазер Коменеску
Лазер Коменеску (рум. Lazăr Comănescu; нар. 4 червня 1949, Хорезу, Вилча, Соціалістична Республіка Румунія) — румунський дипломат, міністр закордонних справ Румунії з 15 квітня по 22 грудня 2008 року та з 17 листопада 2015 року. Доктор наук.

## Біографія
У 1967–1972 роках навчався на факультеті міжнародної торгівлі Економічної академії в Бухаресті, потім у 1973 році стажувався в Сорбонні, після чого почав свою кар'єру в дипломата.
Дипломатією займався до 1982 року, пізніше — педагогічною діяльністю. У 1982 році — доцент бухарестської Економічної академії. У 1983 році отримав ступінь доктора наук.
У 1990 році повернувся в дипломатію в, працював в Міністерстві внутрішніх справ Румунії на посаді консультанта. З 1994 року — директор Європейського департаменту Міністерства закордонних справ, а у 1995 році став державним секретарем.
У 1998-2001 роках був головою румунського місії в НАТО в ранзі посла, потім до призначення його міністром закордонних справ, служив послом при Європейському Союзі.
Нетривалий час займав пост міністра закордонних справ в кабінеті Попеску-Терічану.
У лютому 2009 року призначений послом Румунії в Берліні.
У листопаді 2015 року знову став міністром закордонних справ.

## Родина та особисте життя
Одружений, має доньку. Розмовляє французькою, англійською, іспанською та німецькою мовами.